# Héctor Tobar (Künstler)
Héctor Tobar (* 25. Dezember 1923 in Santiago de Chile; † 1991 in Dresden) war ein chilenischer Grafiker, der in der DDR lebte.

## Leben
Zur Kinder- und Jugendzeit und zur künstlerischen Ausbildung Tobars liegen keine Informationen vor. Mutmaßlich studierte er an der Hochschule für Bildende Künste in Dresden. Er war Mitglied der Kommunistischen Partei Chiles und lebte schon lange vor dem Putsch in Chile 1973 in der DDR, wo er mit einer DDR-Bürgerin verheiratet war und in Dresden als freischaffender Künstler arbeitete. Mit seiner Frau Renate Tobar hatte er zwei Kinder.
Neben freien grafischen Arbeiten, häufig mit politischer Aussage, schuf er u. a. im Raum Dresden als Auftragswerke mehrere baugebundene Arbeiten. 1970 fertigte er in Freital-Deuben im Schulgebäude Krönertstraße 25 zusammen mit Schülern ein Sgraffito Jugend lernt.
Die Grabstätte Tobars befindet sich auf dem Dresdener Johannisfriedhof.

## Werke (Auswahl)

### Druckgrafik
- Zur Geschichte der KP Chiles (Zyklus von fünf Bildern, 1975)[1][2][3][4][5]
- Solidarität (Folge von Linolschnitten, 1976; u. a. Mein Volk wird siegen, 50,2 × 65,5 cm)[6]
- Allende spricht (Holzschnitt, 1977)[7]

### Baugebundene Werke
- Südamerikanische Landschaft mit Bauern (Wandbild, Sgraffito, 1951; Possendorf, Oberschule)[8]
- Tiere (Wandbild, Mosaik, 1970; Ottendorf-Okrilla, Karl-Marx-Oberschule)[9]
- Glasfenster (1971; Freital-Hainsberg, Geschwister-Scholl-Schule)[10]
- Aus der Schönheit des Lebens (Glasmalerei, 1980; Fenster im Wartezimmer eines Ambulatoriums in Freital-Zauckerode; mit Ingeborg Lahl-Grimmer)[11]

## Ausstellungen (unvollständig)
- 1974, 1979 und 1985: Dresden, Bezirkskunstausstellung
- 1977/1978: Dresden, VIII. Kunstausstellung der DDR
- 1986: Magdeburg, Kloster Unser Lieben Frauen („Grafik in den Kämpfen unserer Tage“)
- 2019: Wien, Galerie Hochdruck („Message Control. Politische und gesellschaftskritische Grafik von der Reformation bis heute“)